# Mésange azurée
Cyanistes cyanus
Espèce
Statut de conservation UICN

 LC  : Préoccupation mineure
La mésange azurée (Cyanistes cyanus) est une espèce d'oiseaux eurasiatique de l'Ordre des passeriformes de la famille des Paridae. Cette petite espèce est la seul espèce membre de la famille des Paridae à avoir une calotte blanche. On retrouve cette espèce de la Mandchourie à la Finlande ainsi qu'en Asie centrale. Elle fut décrite en 1770 par Peter Simon Pallas. Ses plus proches cousins sont la mésange bleue et la mésange nord-africaine.

## Description
Cette mésange mesure environ 13 à 14 cm, et ressemble à une grande mésange bleue blanchâtre avec une assez longue queue,. Elle est distinguée de la mésange bleue par la tête blanc pur, avec une ligne noire traversant l'œil jusqu'au collet bleu foncé, par le dessus bleu gris, le dessous blanc avec une petite raie ou tache bleue à la poitrine et son large "V" blanc renversé sur l'aile sombre et du blanc aux rectrices externes,. Les jeunes ont une calotte grise, et un dessus plus gris,. En moyenne les mésanges azurées font de 8 à 10 grammes ce qui est moins que la mésange huppée qui est pour cette dernière néanmoins plus petite,.

## Chant
Même appel que la mésange à longue queue : tsirr bas ; tcherpink d'alarme, le song en revanche est plus metallique,,,.

## Répartition

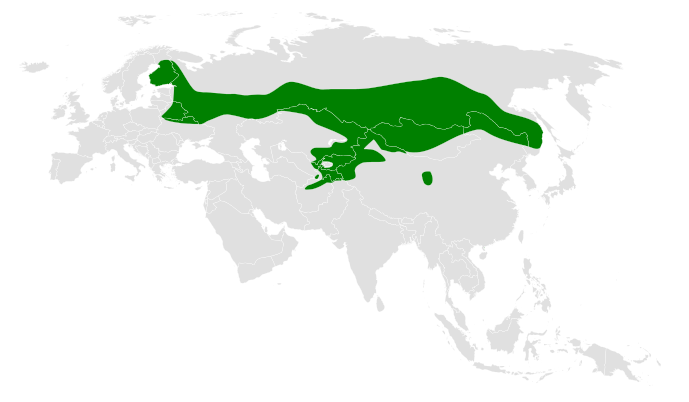
Aire de répartition de la mésange azurée

La mésange azurée est surtout présente en Russie, on retrouve cette espèce dans le nord de l'Ukraine, essentiellement dans les oblast de Tchernihiv et de Soumy, dans la majeure partie de la Biélorussie, en Finlande sauf dans le nord de la Laponie, au nord et à l'est du Kazakhstan, au Kirghizistan, au Tadjikistan et au sud est de l'Ouzbékistan, dans le nord de l'Afghanistan, elle partage cette aire de répartition en Asie centrale avec la mésange à nuque rousse,,,,. En chine cette espèce se retrouve dans les provinces du Xinjiang, dans le Qinghai, dans le Heilongjiang et en Mongolie-Intérieure,. On retrouve cette espèce dans la majeure partie de la Mongolie,,. Plus rarement on peut retrouver cette espèce en Lettonie, en Suède, en Pologne, en Roumanie, en Slovaquie et de manière encore plus exceptionnelle, en France,,,,,.

## Habitat
La mésange azurée niche dans les arbres (saules) et les buissons le long des cours d'eau et autour des étangs de la Taïga ; en hiver, aussi dans les roseaux. En chine il n'est pas rare de retrouver cette espèce entre 800 et 200 mètres d'altitude. Les égarées de Russie se trouvent à l'est, au nord, à l'ouest et au centre de l'Europe.

## Comportement et reproduction

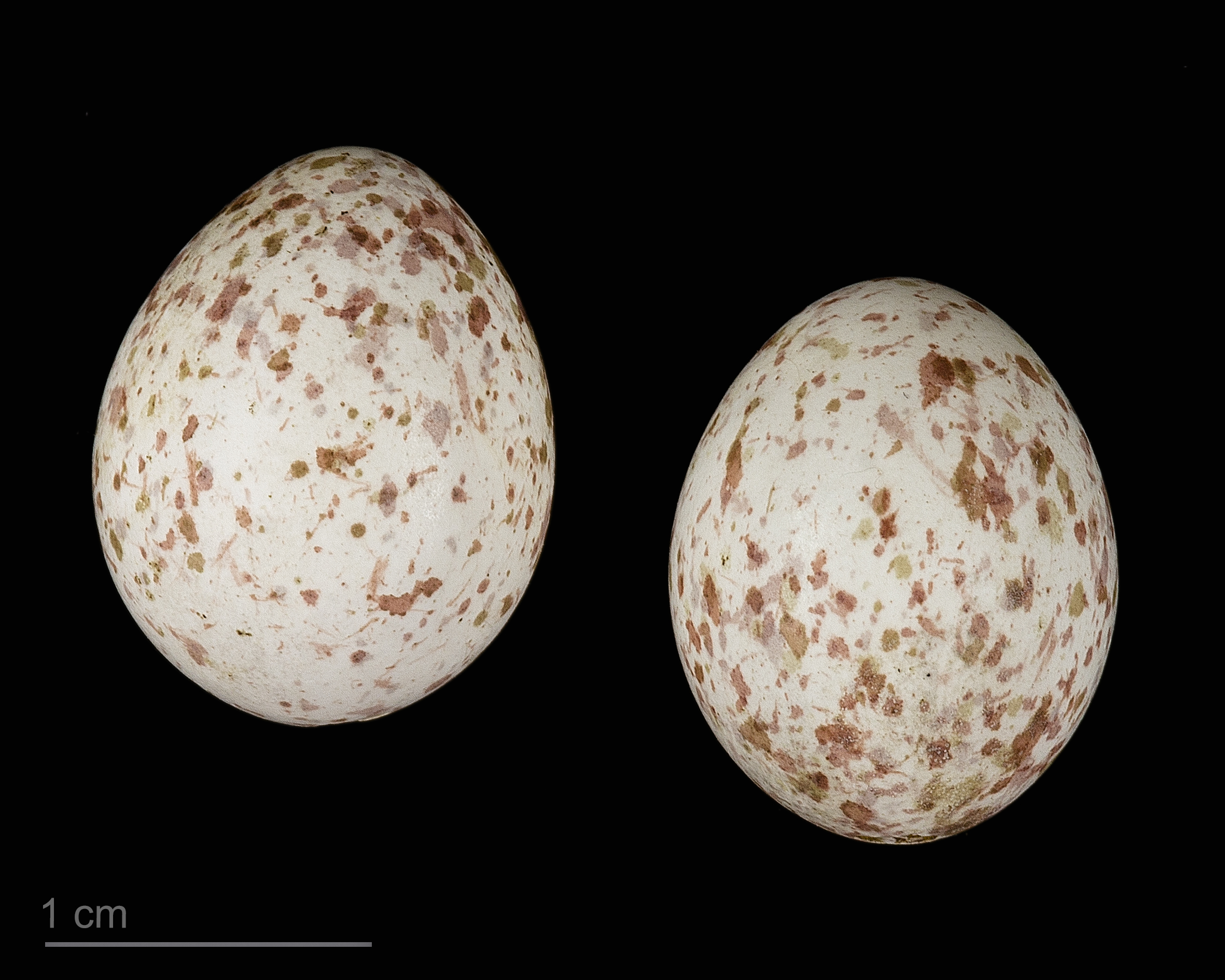
Cyanistes cyanus cyanus - (MHNT)

La mésange azurée comme toutes les mésanges est un oiseau très actif,,,,. Il se peut qu'il y ait des hybridations avec d'autres mésanges notamment des mésanges bleues, cela peut provenir d'animaux échappés de captivité ou d'oiseau s'étant perdu,. L'hybridation a été observée sur des mésanges azurées en France et en Allemagne, les hybrides sont dénommés "Parus pleskei",. La mésange azurée peut se mélanger avec d'autres oiseaux, il n'est pas rare de voir des mésanges azurées en compagnie de roitelets huppés et de roitelet à triple bandeau qui partagent une aire de répartition assez semblable sur l'écozone paléarctique comme pour la mésange noire, ou alors avec des membres du genre Phylloscopus, comme le pouillot siffleur, le pouillot de Hume ou le pouillot verdâtre qui sont des oiseaux ayant relativement le même gabarit,,,,. Les nids de mésanges azurées peuvent être espacés de quelques dizaines de mètres à quelques centaines, ces oiseaux ne vivent jamais trop éloignés de leurs congénères sans vivre en véritable société comme les tisserins dorés,,,,. Leurs nids sont composés de mousse, de feuilles, et de tiges et fibres, végétales ou non, diverses,,,,. La saison de la reproduction débute entre fin mars et début avril et la ponte a lieu début avril,,,,. La femelle pond environ une dizaine d'œufs blancs avec des points roux et les couve pendant 13 à 14 jours, une fois les œufs éclos, la femelle nourrira les petit pendant 20 jours et les jeunes s'envoleront début juin,,,,.

## Taxinomie
Synonyme : Parus cyanus Pallas, 1770 - protonyme

## Galerie

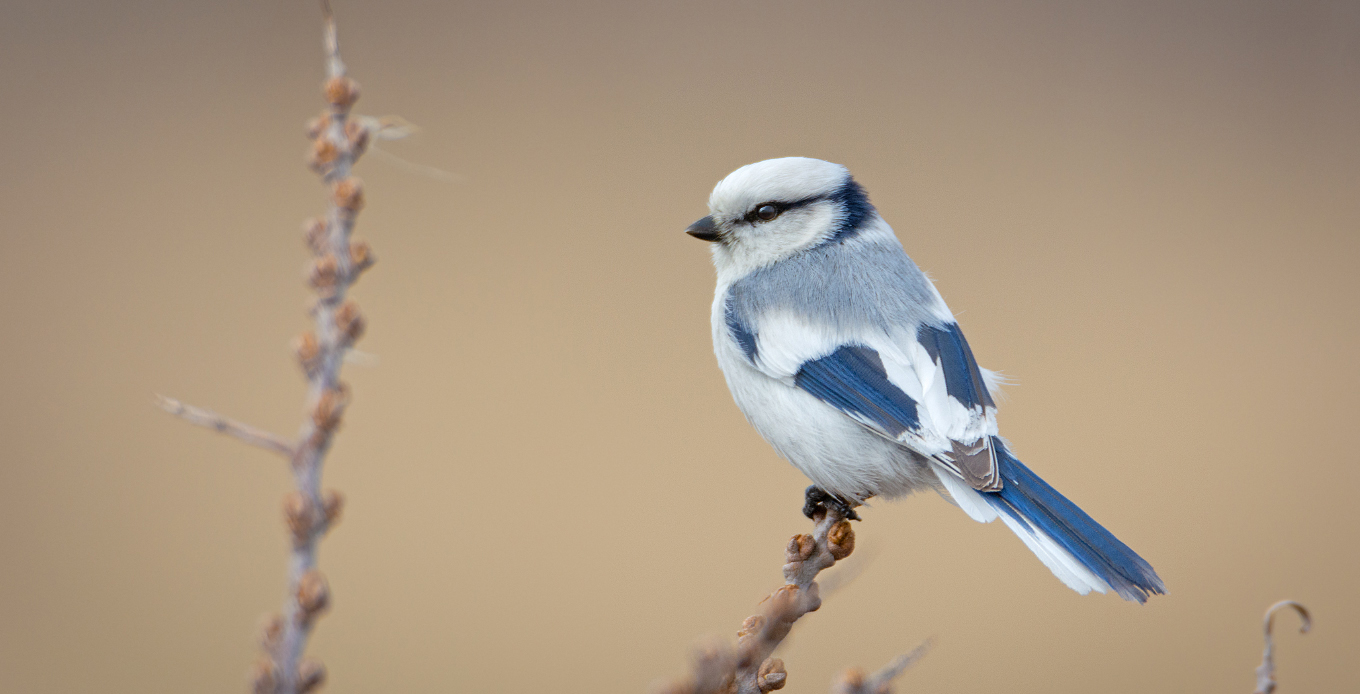
Mésange azurée (Cyanistes cyanus)
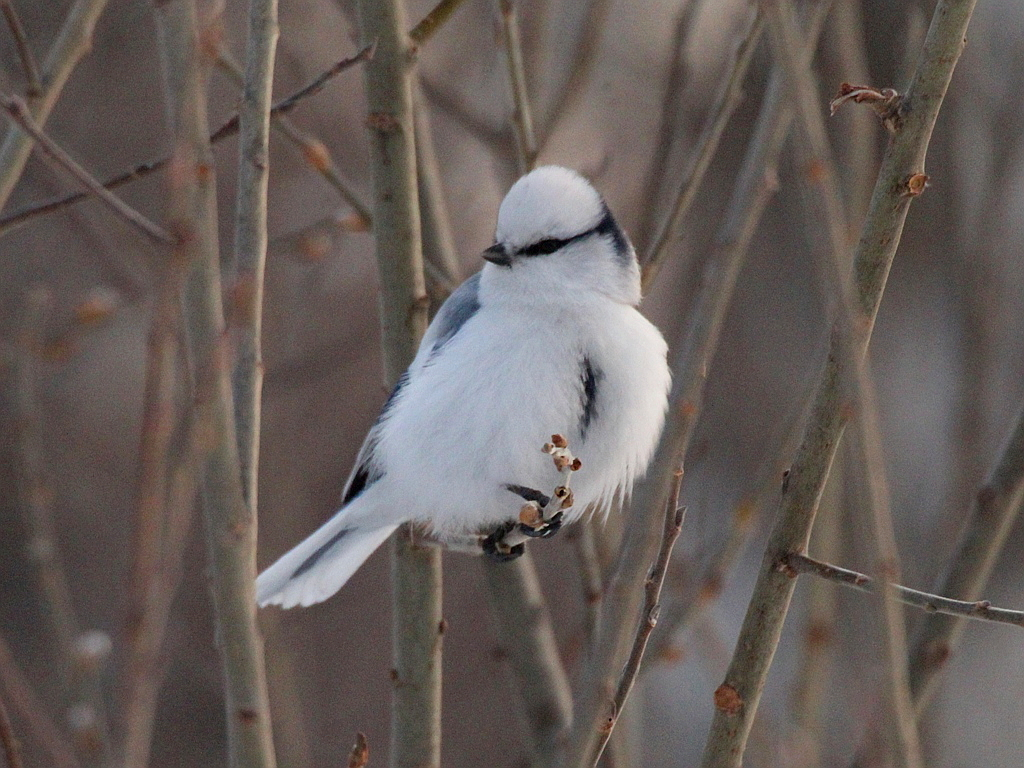
Mésange azurée (Cyanistes cyanus)
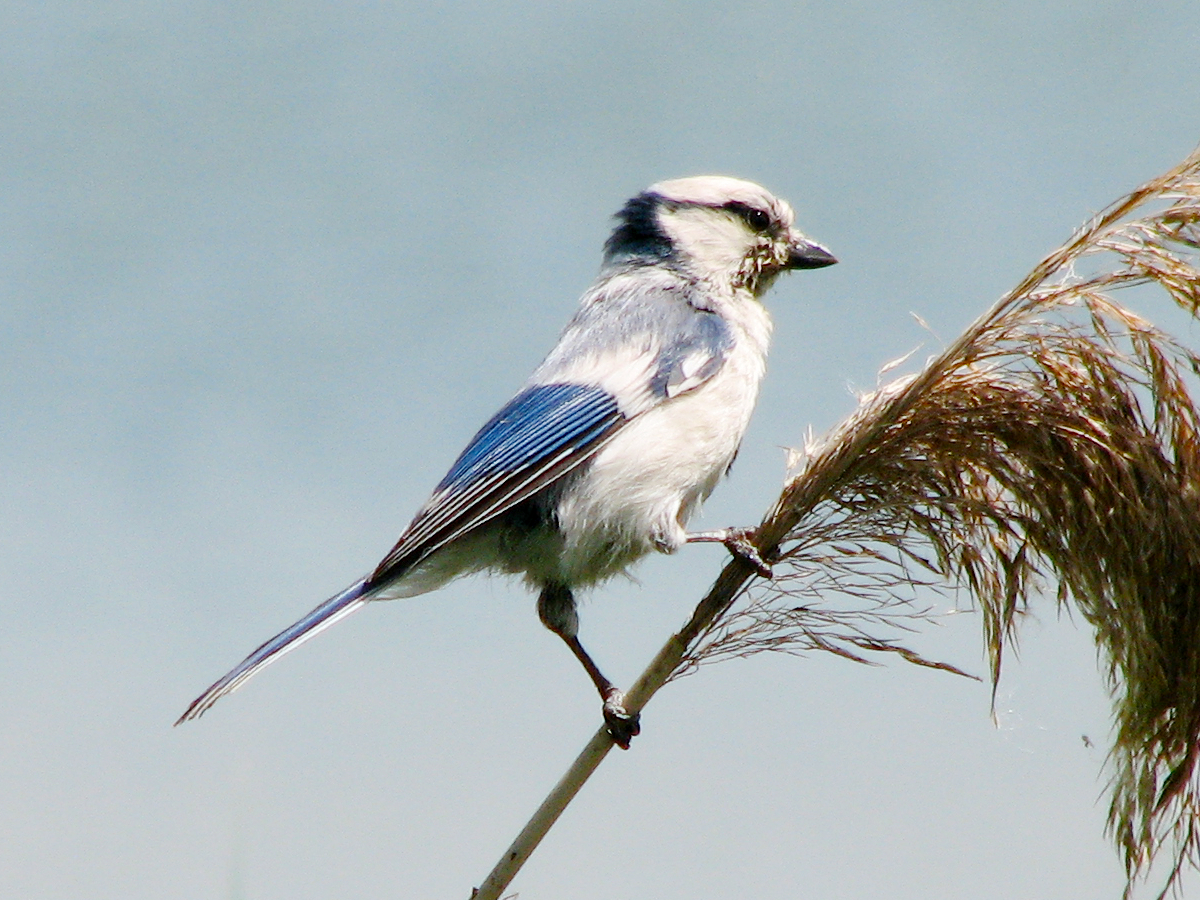
Mésange azurée en Russie (Cyanistes cyanus)
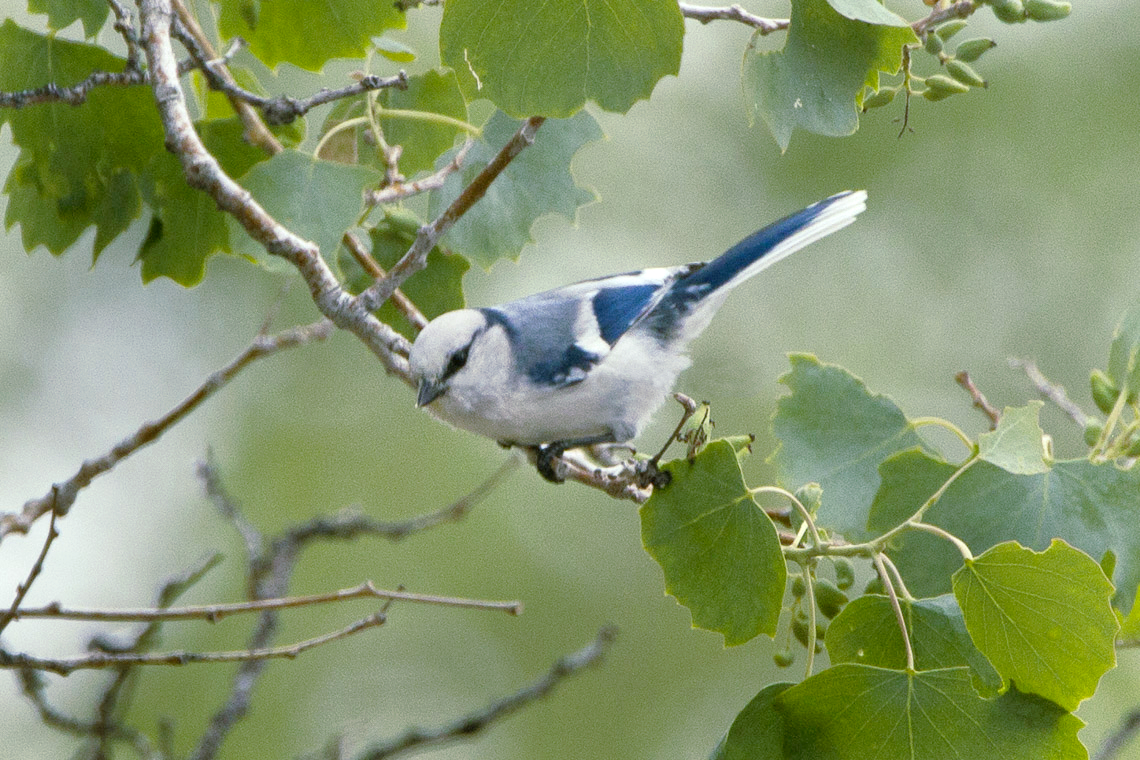
Mésange azurée à Almaty au Kazakhstan (Cyanistes cyanus)